# زمین‌لرزه ۱۹۷۶ چالدران-مرادیه
زمین‌لرزه چالدران-مرادیه  در تاریخ ۲۴ نوامبر ۱۹۷۶ میلادی، برابر با ‎۳ آذر ۱۳۵۵، ساعت ۱۲:۲۲:۱۸ به زمان یوتی‌سی در ترکیه ، منطقه چالدران و مرادیه رخ داد. ژرفای این زلزله ۹٫۲ کیلومتر بود، و بزرگی آن ۷ در مقیاس Mw اعلام شده‌است. زمین‌لرزه به وقت محلی در روز چهارشنبه، ساعت ۱۴ روی داده و منطقه زمانی آن یوتی‌سی +۲ بوده‌است (با لحاظ تغییر ساعت تابستانی).
سازمان زمین‌شناسی آمریکا نیز رومرکز این زمین‌لرزه را در مختصات ۳۹°۰۷′۱۶″شمالی ۴۴°۰۱′۴۴″شرقی / ۳۹٫۱۲۱°شمالی ۴۴٫۰۲۹°شرقی و ژرفای آن را در ۳۶ کیلومتر گزارش کرده‌است. بزرگی برگزیدهٔ این سازمان از میان بزرگیهای محاسبه‌شدهٔ مختلف ۷٫۳ در مقیاس Ms بوده و از دید اثر، در میان چهار دسته‌بندی «نامحسوس»، «محسوس»، «زیان‌آور» یا «با تلفات»، زلزله را «با تلفات» اعلام کرده‌است.
پروژهٔ «تنسور گشتاور مرکزوار» زاویه‌های (راستا، شیب، ریک) گسل سازندهٔ زمین‌لرزه و صفحه عمود بر آن را (°۲۰۳، °۷۷، °۹) یا (°۱۱۰، °۸۱، °۱۶۷) و نوع گسل را «امتدادلغز» فرارسانده‌است.
شمار کشتگان زلزله حدود ۳٬۹۰۰ نفر بوده‌است. تعداد زخمیان ۱۵٬۰۰۰ نفر برآورده شده‌است. بی‌خانمان شدگان نیز ۵۱٬۰۰۰ نفر اعلام شده‌است.